# Bembecia vidua
Bembecia vidua is een vlinder uit de familie wespvlinders (Sesiidae), onderfamilie Sesiinae.
Bembecia vidua is voor het eerst wetenschappelijk beschreven door Staudinger in 1889. De soort komt voor in het Palearctisch gebied.